# Jefferson County (Florida)
Das Jefferson County ist ein County im Bundesstaat Florida der Vereinigten Staaten. Der Verwaltungssitz (County Seat) ist Monticello. Das Jefferson County ist auch bekannt als das Key County, da es von Georgia bis an den Golf von Mexiko reicht.

## Geographie
Das County hat eine Fläche von 1649 Quadratkilometern, wovon 101 Quadratkilometer Wasserfläche sind. Es grenzt im Uhrzeigersinn an folgende Countys: Madison County, Taylor County, Wakulla County und Leon County. Zusammen mit den Countys Gadsden, Leon und Wakulla bildet das County die Metropolregion Tallahassee.

## Geschichte

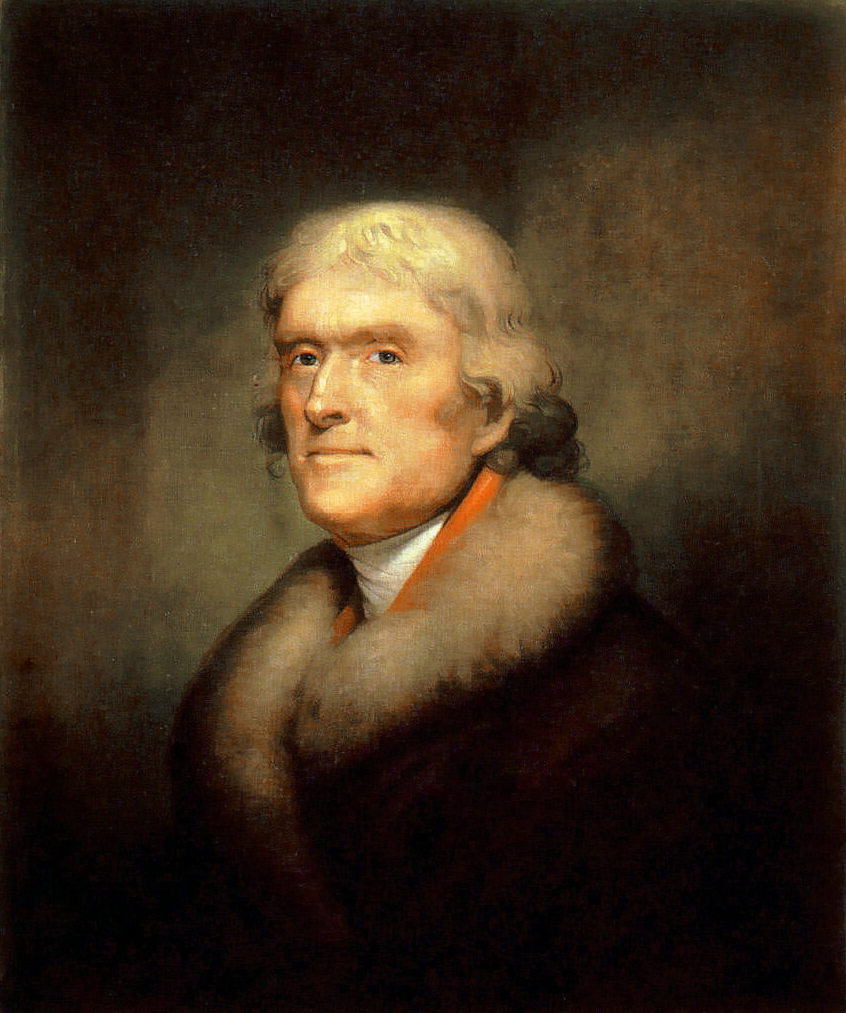
Thomas Jefferson

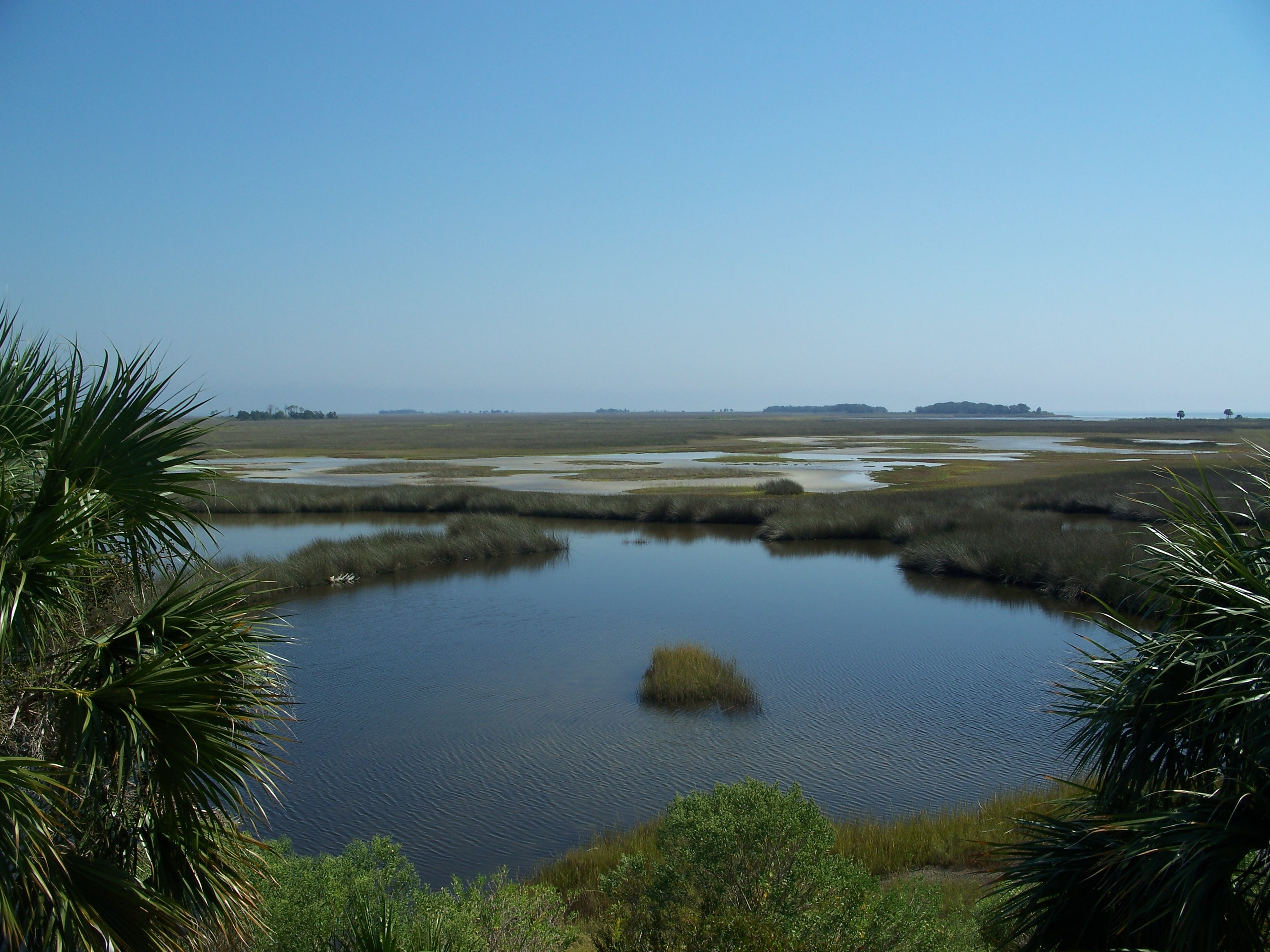
Teil des St. Marks National Wildlife Refuge

Das Jefferson County wurde am 6. Januar 1827 aus Teilen des Leon County gebildet. Benannt wurde es nach Thomas Jefferson, dem 3. Präsident der USA, von 1801 bis 1809.
Die ersten Europäer, die das Gebiet, das einmal das Jefferson County werden sollte, betraten, waren die Mitglieder der Expedition von Pánfilo de Narváez. Sie kamen durch ein Dorf der Apalachee 1528. Im 17. Jahrhundert verwalteten die Franziskaner-Mönche 5 Missionen entlang einer Ost-West verlaufenden Linie, an der einmal der US Highway 27 entstehen sollte.  Diese Missionen wurden zu Beginn des 18. Jahrhunderts auf Befehl des englischen Gouverneurs von South Carolina als Vergeltung gegen die spanischen Verwüstungen, zerstört. Als im 19. Jahrhundert die ersten amerikanischen Siedler in dieses Land kamen, war das Land nicht mehr von den Apalachee-Indianern bewohnt, sondern von den Miccusukees-Indianern, einer Untergruppe der Creek-Indianer, die ein Teil der Seminolen wurden.
Florida wurde von Spanien 1818 an die USA abgetreten. Das Jefferson County wurde sowohl durch Tallahassee als auch durch den fruchtbaren Boden für den Baumwollanbau positiv beeinflusst. Die ersten Kolonisten kauften große Mengen des Urwaldes, rodeten ihn und bauten Baumwolle an. Nach der Bildung des County 1827 wurde kurze Zeit später die erste Schule, die Akademie von Jefferson und das Gerichtsgebäude gebaut. Ende der 1830er Jahre ging der Wohlstand des County zurück, als die männlichen Kolonisten in den Krieg gegen die Seminolen zogen. Der Bau der Eisenbahn Ende der 1850er Jahre als neues Transportmittel förderte die Konjunktur bis in die 1930er Jahre. Der Ausbruch des Bürgerkriegs belastete das County schwer, da die immensen Kosten für die Eisenbahn noch bezahlt werden mussten. Hinzu kamen die schwankenden Baumwollpreise, die die Plantagenbesitzer in finanzielle Nöte brachten.
Um 1880 begannen die Bauern auch Getreide anzupflanzen. William Cirardeau führte 1882 als erster den Anbau von Wassermelonen ein und 40 Jahre später produzierte das Jefferson County etwa 80 Prozent des Weltbedarfs an Melonen. Die Le Conte Birnen wurden ebenfalls angebaut, wurden aber durch den Anbau der Pekannuss verdrängt. Der weitere Aufschwung nach dem Bürgerkrieg scheiterte wohl daran, dass sich das County keinen Anteil am Tourismus sicherte. Als dann doch die Winterurlauber aus dem Norden kamen, kauften sie riesige Plantagen, um sie als Jagdreviere zu nutzen. Als das County 1827 gegründet wurde, diente das Haus von John G. Robison gleichzeitig als Poststation und wurde als Regierungssitz ausgewählt. 1834 wurde ein zweistöckiges Gerichtsgebäude erbaut, das 1841 fertiggestellt wurde. Die nächsten 70 Jahre diente es dem County als Gerichtsgebäude. Das gegenwärtige Gerichtsgebäude wurde Anfang des 20. Jahrhunderts gebaut, als die Bevölkerung des Countys etwa 17.000 Einwohner betrug. Im November 1908 genehmigte eine Kommission die Aufnahme eines Kredits in Höhe von 35.000 USD zum Bau des neuen Gerichtsgebäudes. Das Gebäude wurde 1968 modernisiert und nur kleine Änderungen im Design vorgenommen. Viele der ehemaligen Möbel des Gerichtssaals sind nach wie vor erhalten, wie der Richtertisch und die Jury-Bank.

## Demografische Daten
Nach der Volkszählung im Jahr 2010 lebten im Jefferson County 14.761 Menschen in 6.588 Haushalten. Die Bevölkerungsdichte betrug 9,5 Einwohner pro Quadratkilometer. Ethnisch betrachtet setzte sich die Bevölkerung zusammen aus 60,4 % Weißen, 36,2 % Afroamerikanern, 0,3 % Indianern und 0,4 % Asian Americans. 1,5 % waren Angehörige anderer Ethnien und 1,3 % verschiedener Ethnien. 3,7 % der Bevölkerung bestand aus Hispanics oder Latinos.
Im Jahr 2010 lebten in 26,9 % aller Haushalte Kinder unter 18 Jahren sowie 30,8 % aller Haushalte Personen mit mindestens 65 Jahren. 67,3 % der Haushalte waren Familienhaushalte (bestehend aus verheirateten Paaren mit oder ohne Nachkommen bzw. einem Elternteil mit Nachkomme). Die durchschnittliche Größe eines Haushalts lag bei 2,38 Personen und die durchschnittliche Familiengröße bei 2,89 Personen.
20,8 % der Bevölkerung waren jünger als 20 Jahre, 23,6 % waren 20 bis 39 Jahre alt, 31,7 % waren 40 bis 59 Jahre alt und 24,0 % waren mindestens 60 Jahre alt. Das mittlere Alter betrug 44 Jahre. 52,3 % der Bevölkerung waren männlich und 47,7 % weiblich.
Das jährliche Durchschnittseinkommen eines Haushalts betrug 41.163 USD, dabei lebten 18,8 % der Bevölkerung unter der Armutsgrenze.
Im Jahr 2010 war englisch die Muttersprache von 93,48 % der Bevölkerung, spanisch sprachen 3,06 % und 3,46 % hatten eine andere Muttersprache.

## Kultur und Sehenswürdigkeiten

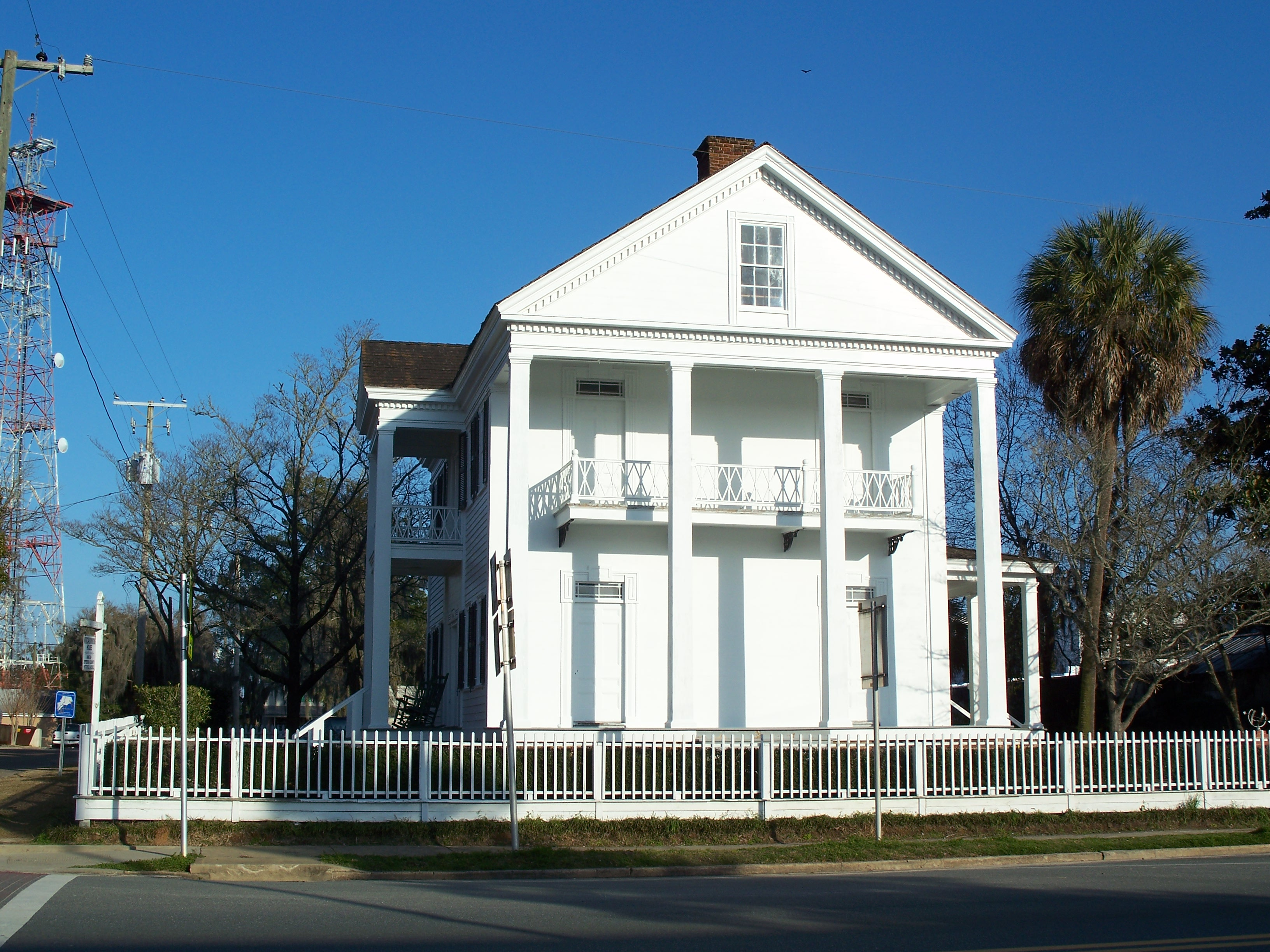
Wirick-Simmons House (2010). Die Residenz entstand in den 1830er Jahren im Stile des Greek Revival („griechisches Wiederaufleben“) und ist Sitz der Jefferson County Historical Association. Das Gebäude wurde im Juni 1972 als erstes Objekt des County in das NRHP eingetragen.

24 Bauwerke, Stätten und historische Bezirke (Historic Districts) im Jefferson County sind im National Register of Historic Places („Nationales Verzeichnis historischer Orte“; NRHP) eingetragen (Stand 28. Januar 2023), darunter vier archäologische Fundstätten, zwei Plantagen und ein Opernhaus.

## Orte im Jefferson County
Orte im Jefferson County mit Einwohnerzahlen der Volkszählung von 2010:
City:
- Monticello (County Seat) – 2.506 Einwohner

Census-designated places:
- Aucilla – 100 Einwohner
- Lamont – 178 Einwohner
- Lloyd – 215 Einwohner
- Wacissa – 386 Einwohner
- Waukeenah – 272 Einwohner